# Awyu-Dumut jezici
Awyu-Dumut jezici, jedna od dviju glavnih skupina ok-awyu jezika, transnovogvinejska porodica, koja obuhvaća (15) jezika na indonezijskom dijelu Nove Gvineje. 
Sastoji se od četiri podskupine: a) awyu sa (7) jezika: aghu [ahh], asue awyu [psa], centralni awyu [awu], edera awyu [awy], jair awyu [awv], sjeverni awyu [yir], južni awyu [aws]; b) Dumut sa (6) jezika: ketum [ktt], kombai [tyn], mandobo atas [aax], mandobo bawah [bwp], wambon [wms], wanggom [wng]; c)  Korowai, jezik korowai [khe]; d)  Sawi, jezik sawi [saw]

## Vanjske poveznice
- Ethnologue (14th)
- Ethnologue (15th)